# راک کریک، شهرستان آدامز، ایلینوی
راک کریک (به انگلیسی: Rock Creek) یک منطقهٔ مسکونی در ایالات متحده آمریکا است که در شهرستان آدامز، ایلینوی واقع شده‌است. راک کریک ۱۴۹٫۰۵ متر بالاتر از سطح دریا واقع شده‌است.